# Björn Westerblad
Björn Westerblad, född 7 januari 1985, är en svensk fotbollsspelare (mittfältare) som spelar för Åstorps FF. 

## Karriär
Westerblad började spela fotboll i Ödåkra IF och gick som 15-åring till Helsingborgs IF. Han gjorde två inhopp för A-laget i Allsvenskan 2005.
2006 gick Westerblad till Trelleborgs FF och var med om att vinna Superettan 2006 under sin debutsäsong i klubben. 2008 gick han till Ängelholms FF.
Den 31 mars 2016 värvades Westerblad av Åtvidabergs FF. I december 2017 återvände Westerblad till Ängelholms FF. I januari 2020 förlängde han sitt kontrakt men några månader senare avslutade han istället sin fotbollskarriär. Under hösten 2020 gjorde han dock två inhopp för moderklubben Ödåkra IF i division 4.
Inför säsongen 2023 gjorde Westerblad comeback i division 3-klubben Åstorps FF.

## Meriter
Trelleborgs FF
- Vinnare av Superettan: 2006